# Xylocopa shelfordi
Xylocopa shelfordi là một loài Hymenoptera trong họ Apidae. Loài này được Cameron mô tả khoa học năm 1902.